# Paul Preston
Paul Preston (Liverpool, 21 de julio de 1946) es un historiador y profesor británico, autor de diversas obras sobre la historia contemporánea de España. Junto a Ian Gibson, Raymond Carr y Hugh Thomas, ha sido uno de los principales hispanistas británicos e irlandeses dedicados al estudio de la historia reciente española, especialmente a la de la Segunda República y la Guerra Civil.

## Biografía
Nacido en 1946 en la ciudad de Liverpool, Inglaterra, en el barrio de Anfield, en el que se encuentran los estadios de los clubes de fútbol de la ciudad, el Liverpool Football Club y el Everton Football Club. Tuvo una infancia difícil a consecuencia de la tuberculosis que padeció su madre, que la obligó a residir en un sanatorio toda la niñez de Preston, hasta su muerte, cuando este tenía nueve años. Preston, que también sufrió la misma enfermedad, fue criado principalmente por sus abuelos en una época de posguerra y estrecheces.
Estudió en la Universidad de Oxford, y posteriormente recibió una beca para estudiar en Reading, junto a Hugh Thomas, con lo que comenzó a estudiar la historia española sobre la Guerra Civil. A finales de los años sesenta visitó por primera vez España. Se doctoró en Historia por la Universidad de Oxford e impartió clases en la Universidad de Reading entre 1973 y 1991. 

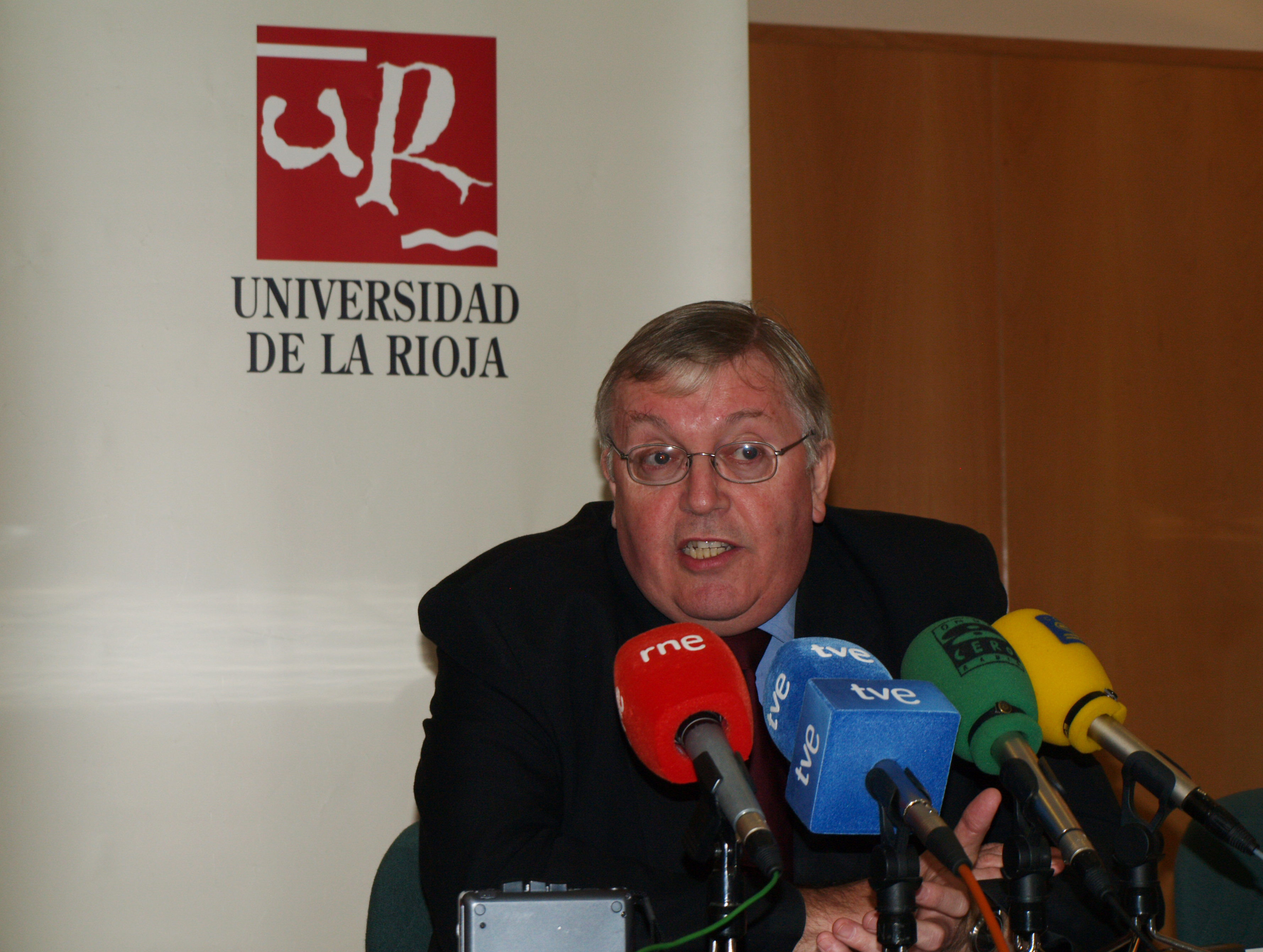
Paul Preston en la Universidad de la Rioja en 2008.

Más tarde ejerció como profesor de Historia Contemporánea en el Queen Mary College de la Universidad de Londres, y después pasó al London School of Economics & Political Science (del inglés, literalmente Escuela de Economía y Ciencias Políticas de Londres) como catedrático y director del Centro Cañada Blanch para el estudio de la historia contemporánea de España de la misma universidad. También fue profesor de Historia en el Centro de Estudios Mediterráneos del Queen Mary College (Universidad de Londres).
Colabora también con la BBC como comentarista de la actualidad española.
Cuenta con diversas distinciones, entre las que se incluye ser miembro de la Fundación Academia Europea de Yuste, con la cátedra Marcel Proust. También es comendador de la Orden del Mérito Civil, caballero gran cruz de la Orden de Isabel la Católica, y ha recibido el Ramon Llull International Prize (2005), además de ser miembro de la Academia Británica. Asimismo, el 5 de abril de 2019 fue investido Doctor honoris causa por la Universidad de Cantabria a propuesta de su Departamento de Historia Moderna y Contemporánea. También fue nombrado doctor honoris causa por la Universidad de Extremadura.
En el plano personal, es aficionado del Everton.

### Hispanista
Sus obras se centran en la historia reciente de España, desde la Segunda República Española (1931-1936), muy especialmente la guerra civil (1936-1939) hasta la Transición española (1976-1982). Ha sido biógrafo de Franco. 

Paul Preston se ha revelado como el más fecundo y original de los historiadores hispanistas británicos contemporáneos. Siguiendo la brillante tradición abierta por Gerald Brenan y Raymond Carr, la amplia obra de Preston ha abordado temas importantes de la historia española de la última centuria.
Enrique Moradiellos, El oficio de historiador

Para Rafael Núñez Florencio, Preston desempeñaría dentro de la historiografía de izquierdas relacionada con la guerra civil española un papel similar al que ejerce Stanley Payne desde la derecha, considerando a ambos «dos historiadores de primera magnitud que se han convertido en iconos de una determinada interpretación (en este caso antitética, naturalmente) de la guerra civil. Sin embargo, la interpretación de Preston se ha tornado más condicionada por sus ideas y emociones, y, por ende, menos objetiva».
Según refiere la profesora Elvira Roca Barea en su último libro -Fracasología- Premio Espasa de Ensayo (2019):

«El 31 de enero de 2018, el famoso y apreciado hispanista Paul Preston participa en un acto organizado en la London School of Economics con la ex-consejera de la Generalidad Clara Ponsati (huida de la justicia española), su abogado defensor, Aamer Anwar, y el consejero Alfred Bosch. No es extraño en absoluto, ya que Paul Preston es el director del Centro Cañada Blanch para Estudios Españoles Contemporáneos, que nació en 2009 con el acuerdo (y financiación, naturalmente) del servicio exterior de la Generalidad, cuya principal misión ha sido dañar la reputación de España en todo el mundo».
Fracasología., Elvira Roca Barea

## Obras principales
- La Guerra Civil española. Reacción, revolución y venganza (A concise history of the Spanish Civil War) (1978).
- Franco: Caudillo de España (Franco: A biography) (1993).
- España y las grandes potencias en el siglo XX.
- Franco y La política de la venganza: el fascismo y el militarismo en la España del siglo XX.
- La política de la venganza: el fascismo y el militarismo en la España del siglo XX (1997).
- Las tres Españas del 36 (1998).
- La Guerra Civil (2000).
- Palomas de guerra. Cinco mujeres marcadas por el conflicto bélico (Doves of war) (2001).[10]
- La destrucción de la democracia en España (2001).
- Juan Carlos: el Rey de un pueblo (2003).[11]
- El triunfo de la democracia en España.
- Idealistas bajo las balas. Corresponsales extranjeros en la guerra de España (We saw Spain die) (2007).
- El gran manipulador. La mentira cotidiana de Franco (2008).[12]
- El holocausto español. Odio y exterminio en la guerra civil y después (The Spanish holocaust). Debate. 2011.[13]
- La muerte de Guernica. Debate. 2012.
- El zorro rojo: La vida de Santiago Carrillo. Debate. 2013.[14]
- El final de la guerra: la última puñalada a la República. Debate. 2014.[8]
- Un pueblo traicionado. España de 1874 a nuestros días. Corrupción, incompetencia política y división social. Barcelona: Debate, 2019.[15]
- Arquitectos del terror: Franco y los artífices del odio. Debate. 2021.[16]
- La pérfida albión: El contradictorio papel británico en la guerra civil española. Debate. 2025.[17]